# ظاهرة طابور الإعدام
ظاهرة طابور الإعدام مصطلح نفسي يستخدم للإشارة إلى الضائقة الانفعالية التي يشعر بها السجناء الموضوعون على قائمة الحكم بالإعدام. لقد أدت المخاوف المتعلقة بأخلاقيات إصابة السجناء بهذه الضائقة إلى اهتمامات قانونية حول دستورية عقوبة الإعدام في الولايات المتحدة والدول الأخرى، وفي ضوء استعمال الحبس الانفرادي للنزلاء المحكوم عليهم بالإعدام؛ فإن ظاهرة طابور الإعدام ومتلازمة طابور الإعدام يعتبران مفهومين يحرزان تقدمًا في جانب الاهتمام. ينبغي رؤية متلازمة طابور الإعدام باعتبارها مفهومًا متميزًا حيث تشير إلى تحمل الآثار النفسية لظاهرة طابور الإعدام والتي تشير إلى مسببات المتلازمة.
عرّف هاريسون وتاموني ظاهرة طابور الإعدام بأنها الآثار الضارة لحالات المحكوم عليهم بالإعدام، بينما تعتبر متلازمة طابور الإعدام إظهارًا للمرض النفسي الذي يمكن أن يحدث نتيجة لظاهرة طابور الإعدام، ولقد اقترح بعض المؤلفين أن أكثر الطرق الإنسانية لتجنب هذه المتلازمة هي أن يتم إعدام المجرمين المذنبين لارتكابهم جرائم تستوجب المعاقبة بالإعدام.

## الظاهرة
طبقًا لما أشار إليه بعض أطباء علم النفس فإن نتائج التعرض للحبس ضمن المحكوم عليهم بالإعدام لفترة طويلة بما يتضمن معرفة المرء أنه سوف يموت بالإضافة إلى ظروف المعيشة، يمكن أن يغذي حالات الهذيان وميول الانتحار في الفرد ويمكن أن تؤدي إلى الجنون  يمكن إرجاع نظرية ظاهرة طابور الإعدام إلى عام 1989 عندما وافقت المحكمة الأوروبية لحقوق الإنسان على أن الظروف السيئة المتعلقة بالموضوعين على قائمة الإعدام في فيرجينيا ينبغي أن تعني أن الهارب لا ينبغي أن يسلم إلى الولايات المتحدة إلا بعد موافقة الولايات المتحدة على أنها لن تقوم بإعدام الهارب في حالة ثبوت إدانته أو إدانتها. وعلاوة على ذلك، اعتبر عدد السنوات التي يظل خلالها الهارب على قائمة المحكوم عليهم بالإعدام أمرًا مشكلًا. وتعرف القضية باسم سورينغ ضد المملكة المتحدة. ومع ذلك، ففي فترة مبكرة عام 1950 أشار أحد قضاة المحكمة العليا للولايات المتحدة في سوليسبي ضد بالكوم إلى أن «بداية التعرض للجنون خلال انتظار تنفيذ حكم الإعدام ليس بحالة نادرة». وغالبًا ما تكون ظاهرة طابور الإعدام، التي تحدث نتيجة للبقاء فترة طويلة ضمن قائمة المحكوم عليهم بالإعدام، نتيجة غير مقصودة للإجراءات الطويلة التي تتم في محاولة التأكد من أن عقوبة الإعدام تنفذ فقط على المذنب.

## التداعيات القانونية
اعتبارًا من 2008، لم تنجح مطلقًا المناقشات حول ظاهرة طابور الإعدام في تفادي تنفيذ عقوبة الإعدام تجاه أي شخص في الولايات المتحدة، إلا أن المحكمة العليا للولايات المتحدة كانت على وعي بالنظرية وأشارت إليها في قراراتها. فعندما تمت الموافقة على إعدام قاتل متسلسل يدعى مايكل بروس روس، أدى ذلك إلى نزاع قانوني حول إذا ما كان له الحق قانونيًا في الموافقة على هذا الشيء حيث إنه من الممكن أن تكون قد ساهمت ظاهرة طابور الإعدام في اتخاذه للقرار.
وفي كندا، استشهدت المحكمة العليا الكندية بظاهرة طابور الإعدام بالإضافة إلى بعض المخاوف القليلة الأخرى المتعلقة بالإعدام وذلك لبيان أن تعريض السجين لخطورة الإعدام بعد تسليمه أو تسليمها لدولة أخرى يعتبر انتهاكًا لـالعدالة الأساسية وهو الحق القانوني الذي تضمنته الفقرة السابعة في الميثاق الكندي للحقوق والحريات في الدستور الكندي. والقضية كانت الولايات المتحدة ضد بيرنز (2001). وفي فترة مبكرة من عام 1991، أعرب بعض قضاة المحكمة العليا في كيندلر ضد كندا (وزير العدل) عن شكوكهم تجاه الجدل القانوني حول الظاهرة وأشاروا كتابة إلى أن الكرب لم يكن عقوبة شديدة مثل الإعدام نفسه، وأن السجناء أنفسهم اختاروا الطعن في الحكم عليهم بالإعدام ومن ثم فهم المسؤولون عن البقاء لفترة طويلة على قائمة المحكوم عليهم بالإعدام. في قضية بيرنز، اعترفت المحكمة بأن مجرد عملية الإعدام متضمنة التأكد من تنفيذ الحكم بعدالة «تبدو حتمية للسماح بالتأخيرات الطويلة الأجل، وللصدمات النفسية المصاحبة.» لقد ألقى هذا الشك حول إذا ما كان خطر التعرض للإعدام عقب التسليم لدولة أخرى، بصفة عامة، متوافقًا مع مبادئ العدالة الأساسية.
وفي جاميكا في قضية برات ضد النائب العام الجاميكي أسقطت للجنة القضائية الخاصة بمجلس شورى الملك عقوبة الإعدام عن اثنين من السجناء والتي أشارت إلى ظاهرة طابور الإعدام. ففي رأي هؤلاء القضاة، ظل السجناء على قائمة المحكوم عليهم بالإعدام لفترة طويلة جدًا وأنه سُمح بقيام السجناء بتقديم العديد من الطعون والذين دفعتهم الغريزة إلى الطعن ومن ثمّ كانوا محبوسين ضمن قائمة المحكوم عليهم بالإعدام لفترة طويلة.

## أمثلة من الأعمال الأدبية
- فاجين في قصة تشارلز ديكينز أوليفر تويست
- السبعة الذين شُنقوا للكاتب ليونيد أندرييف
- آخر أيام مدان للكاتب فيكتور هوجو
- الغريب للكاتب ألبرت كامو
- دعوة للإعدام للكاتب فلاديمير نابوكوف
- الميل الأخضر للمؤلف ستيفن كينج
- الحفرة والبندول للكاتب إيدجر ألان بو